# Telstar 19V

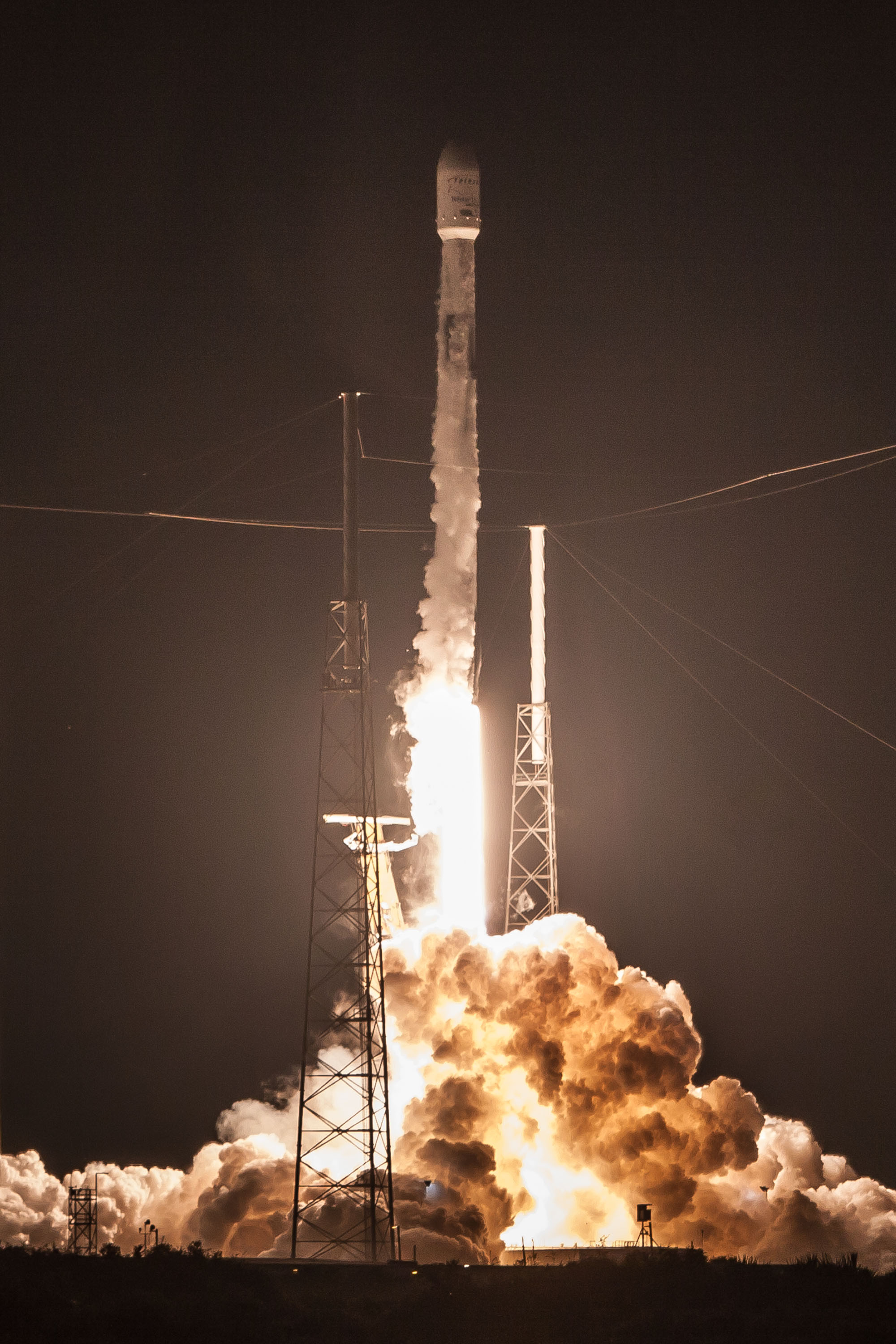
Telstar 19V

O Telstar 19V (Telstar 19 Vantage) é um satélite de comunicação geoestacionário que foi construído pela Space Systems/Loral (SS/L). Ele está localizado na posição orbital de 63 graus de longitude oeste e é operado pela Telesat Canada. O satélite foi baseado na plataforma SSL-1300 e tem uma expectativa de vida útil de 15 anos.

## Características
A Telesat Canada assinou um contrato com a Space Systems/Loral (SS/L) em novembro de 2015 para a construção do satélite Telstar 19V.
O Telstar 19V é um satélite de comunicações com duas cargas de alto rendimento, uma em banda Ku e outra em banda Ka. O novo satélite está colocalizado juntamente com outro satélite da Telesat, o Telstar 14R, a 63 graus oeste, um slot orbital privilegiado para a cobertura das Américas.
O Telstar 19 Vantage foi o segundo de uma nova geração de satélites otimizados da Telesat para servir aos tipos de aplicações de uso intensivo de banda cada vez mais usados em toda a indústria de satélites. A Hughes Network Systems LLC (Hughes) assumiu um compromisso para usar uma significativa parte da capacidade em banda Ka de alto rendimento do satélite na América do Sul para expandir seus serviços de banda larga por meio de satélite. O satélite terá uma capacidade adicional de banda Ka de alto rendimento ao longo do Norte do Canadá, Caribe e do Atlântico Norte. O satélite também irá fornecer capacidade de banda Ku de alto rendimento e capacidade convencional sobre o Brasil, a região andina e do Atlântico Norte.

## Lançamento
O satélite foi lançado com sucesso ao espaço em 22 de julho de 2018, às 05:50 UTC, por meio de um veículo Falcon 9 Full Thrust a partir da Estação da Força Aérea de Cabo Canaveral. Ele tinha uma massa de lançamento de 7075 quilogramas.